# Robert Cullen
Robert Cullen (jap. カレン・ロバート Karen Robāto; ur. 7 czerwca 1985) – japoński piłkarz. Obecnie występuje w NorthEast United.

## Kariera klubowa
Od 2004 roku występował w klubach Júbilo Iwata, Roasso Kumamoto, VVV Venlo, Suphanburi, Seoul E-Land i NorthEast United.

## Kariera reprezentacyjna
W 2005 roku Robert Cullen zagrał na Mistrzostwach Świata U-20.